# Heterospathe philippinensis
Heterospathe philippinensis är en enhjärtbladig växtart som först beskrevs av Odoardo Beccari, och fick sitt nu gällande namn av Odoardo Beccari. Heterospathe philippinensis ingår i släktet Heterospathe och familjen Arecaceae.
Artens utbredningsområde är Filippinerna. Inga underarter finns listade i Catalogue of Life.